# W teatrze snów
W teatrze snów – czwarty album studyjny polskiego zespołu Batalion d’Amour. Wydawnictwo ukazało się jesienią 2001 nakładem Metal Mind Productions. Na płycie znalazło się dziewięć autorskich kompozycji zespołu oraz cover Depeche Mode „In Your Room”.
Była to ostatnia płyta, w której nagraniu wzięła udział dotychczasowa wokalistka zespołu Anna Blomberg (Zachar). Artystka opuściła zespół z powodu odległości jaka ich dzieliła, Ania mieszka na terenie Wielkiej Brytanii.
W listopadzie 2001 roku zespół wyruszył w trasę koncertową, promującą płytę. Wraz z Moonlight i Delight Batalion d’Amour odwiedził 12 polskich miast. 

## Lista utworów
Opracowano na podstawie materiału źródłowego:
| 1.  | „Kalejdoskop wspomnień”              | 06:15   |
|     |                                      |         |
| 2.  | „Coraz bliżej”                       | 06:43   |
|     |                                      |         |
| 3.  | „Niewiara”                           | 04:53   |
|     |                                      |         |
| 4.  | „Niepamięć”                          | 07:21   |
|     |                                      |         |
| 5.  | „Erotyk”                             | 04:41   |
|     |                                      |         |
| 6.  | „O tobie”                            | 04:10   |
|     |                                      |         |
| 7.  | „Zabij miłość”                       | 05:10   |
|     |                                      |         |
| 8.  | „Kwiaty śmierci”                     | 05:21   |
|     |                                      |         |
| 9.  | „Pieśń śmierci”                      | 06:15   |
|     |                                      |         |
| 10. | „In Your Room (Depeche Mode Cover)”  | 05:03   |
|     |                                      |         |
| 11. | „Kalejdoskop wspomnień (radio edit)” | 04:17   |
|     |                                      |         |
|     |                                      | 1:00:09 |
|     |                                      |         |

## Twórcy
Opracowano na podstawie materiału źródłowego:
- Anna Blomberg - wokal
- Piotr Grzesik - gitara basowa, wokal w utworze „Zabij miłość"
- Robert Kolud - gitara
- Mirosław Zając - instrumenty klawiszowe
- Mariusz „Pajdo” Pająk - perkusja